# Harald Baldr
Harald Baldr ist das Pseudonym des norwegischen Vloggers Jens Fredrik Aamodt Jørstad. Seit 2015 betreibt er einen YouTube-Kanal, auf dem er regelmäßig Videobeiträge über verschiedene Reisen hochlädt.

## Leben und Karriere auf YouTube
Über das Leben von Jørstad ist wenig bekannt. Geboren ist er Internetquellen zufolge in der norwegischen Hauptstadt Oslo.
Ab etwa 2016 begann er, Videos auf seinen YouTube-Kanal zu veröffentlichen. Jørstads Videos sind in der Regel kaum bearbeitet oder geschnitten. Oft werden lokale Traditionen in Jørstads Videos thematisiert. Über die Videos von Jørstad wird des Öfteren in lokalen und nationalen Medien der jeweiligen Region berichtet, zum Beispiel, wie er in Indien einem Friseur 28.000 Rupien für einen Haarschnitt bezahlt hatte. Weitere mediale Rezeption erfuhren Videos aus Griechenland,Italien,Vietnam und der Türkei.
Im Juni 2021 hatte Jørstads Kanal auf YouTube über 2.000.000 Abonnenten und über 269.000.000 Aufrufe. Jørstad ist privat mit dem britischen Vlogger Benjamin Rich-Swift befreundet. Auf Instagram äußerte Jørstad einmal, in Kanada zu leben.